# Hanna Knyazyeva-Minenko
Hanna Knyazyeva (née le 25 septembre 1989 à Pereïaslav-Khmelnytskyï) est une athlète ukrainienne naturalisée israélienne en 2013, spécialiste du triple saut.

## Biographie

### Régulièrement finaliste

#### Sous les couleurs ukrainiennes
Vice-championne d'Europe junior en 2007 à Hengelo sous les couleurs de l'Ukraine, elle termine quatrième des Jeux olympiques de Londres en 2012 avec un saut à 14,56 m. Peu de temps avant, elle établissait un nouveau record personnel avec 14,71 m.

#### Changement pour Israël
Elle représente Israël depuis le 12 mai 2013. Début juillet, elle établit un nouveau record d'Israël lors des Championnats d'Israël avec 14,50 m. Minenko améliore ce record de huit centimètres lors du Meeting Areva de Paris avec 14,58 m. Elle dispute sa première compétition internationale pour son pays lors des Championnats du monde de Moscou où elle prend la sixième place du concours avec 14,33 m. Elle prend ensuite part de la deuxième place du Mémorial Hanžeković à Zagreb avec 14,38 m.
En 2014, elle est opérée à son talon d'Achille et manque la plupart de sa saison. Elle participe tout de même aux Championnats d'Israël, où Knyazyeva-Minenko établit un nouveau record national au saut en longueur avec 6,52 m, améliorant la marque de Sigal Gonen de six centimètres. Ce record tenait depuis 1986. Inscrite sur les start-lists du triple saut des Championnats d'Europe de Zurich, elle déclare forfait et ne prend pas part aux qualifications.

### 2015: Parmi les trois meilleures mondiales

#### Saison indoor: médaillée européenne

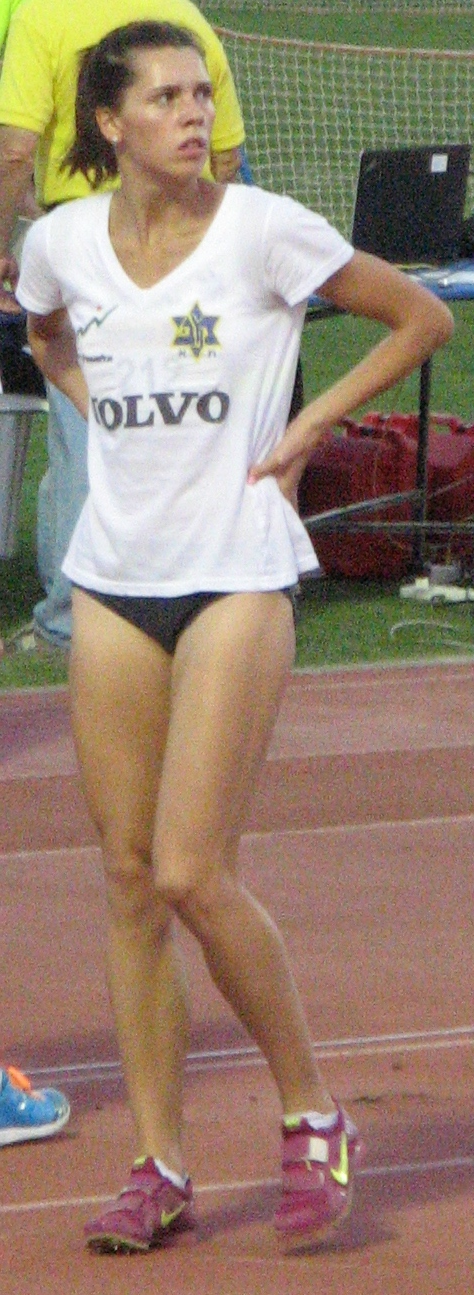
Hanna Knyazyeva-Minenko lors des Championnats d'Israël 2015

En mars 2015, Minenko participe aux Championnats d'Europe en salle de Prague où elle remporte les qualifications avec 14,40 m, nouveau record national. Le lendemain, en finale, elle prend la tête du concours à son premier essai avec un triple-bond à 14,49 m, nouveau record national battu, puis réalise 14,48 m à son second essai. À son troisième essai, elle est devancée par la Russe Ekaterina Koneva qui réalise 14,69 m. Hanna Knyazyeva n'améliora pas sa marque du concours tandis que la Bulgare Gabriela Petrova établit à son sixième essai 14,52 m. Résultats inchangés, Hanna Knyazyeva remporte la médaille de bronze avec 14,49 m, Gabriela Petrova l'argent (14,52 m) et Ekaterina Koneva l'or (14,69 m). Ce résultat est sa première médaille internationale. Elle devient la première Israélienne à remporter une médaille lors d'un Championnats d'Europe et le premier athlète médaillé pour Israël depuis Aleksandr Averbukh en 2000.

#### Saison outdoor: vice-championne du monde
Très régulière lors de la saison outdoor avec notamment 14,61 m à Prague le 8 juin et 14,56 m à Paris le 4 juillet, Hanna Knyazeva prétendait à de grandes chances de podium aux Championnats du monde de Pékin en août 2015 avec la Colombienne Caterine Ibargüen, la Russe Ekaterina Koneva et la Bulgare Gabriela Petrova.
Le 22 août 2015, elle participe aux qualifications des championnats du monde de Pékin en prenant la seconde place de son groupe de qualification avec 14,27 m et se qualifie ainsi directement pour la finale. Deux jours plus tard, lors de la finale, elle réalise au deuxième essai un énorme bond à 14,78 m, nouveau record national, très salué par les chinois. Cette marque la place en tête du concours devant Petrova et Ibargüen. Quelques minutes plus tard, Ibarguen répond en prenant la tête avec 14,80 m. Kyanzyeva réalise 14,53 m au troisième essai et Ibarguen 14,54 m. Hanna mord ses 4, 5 et 6e essais tandis qu'Ibarguen améliore sa marque à 14,90 m. En fin de concours, Hanna Knyazyeva-Minenko devient donc vice-championne du monde avec un saut à 14,78 m, nouveau record national, une première pour une Israélienne en athlétisme. Elle est donc finalement devancée par la Colombienne Caterine Ibargüen (14,90 m), mais devance la championne olympique kazakhe Olga Rypakova (14,77 m).

### Vice-championne d'Europe (2016)
L'Israélienne reprend la compétition le 12 février 2016 à Toruń où elle réalise 13,86 m, seulement battue par la Polonaise Anna Jagaciak (13,95 m). Blessée durant une partie de la saison au pied, Minenko revient pour les Championnats des Balkans où elle remporte la médaille d'argent avec 14,25 m derrière Gabriela Petrova. Puis, le 10 juillet, elle devient vice-championne d'Europe à l'occasion des Championnats d'Europe d'Amsterdam avec une marque de 14,51 m, proche de la vainqueure, la Portugaise Patrícia Mamona (14,58 m).
Le 7 août 2017, elle échoue au pied du podium des Championnats du monde de Londres avec son meilleur saut de la saison à 14,42 m.
En 2018, elle participe aux championnats des Balkans à Stara Zagora mais échoue à réaliser une marque lors de ses trois premières tentatives, et est donc éliminée prématurément de la compétition. Le 8 août, en qualifications des championnats d'Europe de Berlin, elle réalise son meilleur saut de la saison avec 14,41 m, et se qualifie pour la finale à laquelle elle prend la 5e place avec 14,37 m.

### Porte-drapeau aux Jeux olympiques de Tokyo
Le 4 juillet 2021, elle est nommée porte-drapeau de la délégation israélienne aux Jeux olympiques d'été de 2020 par le Comité olympique d'Israël, conjointement avec le nageur Yaakov Toumarkin. Elle se qualifie pour la finale olympique et termine à la 6e place avec 14,60 m.
En 2022, à court de forme, elle réussit l'exploit de décrocher une médaille de bronze aux championnats d'Europe à Munich, avec un bond à 14,45 m, derrière l'Ukrainienne Maryna Bekh-Romanchuk (15,02 m) et la Finlandaise Kristiina Mäkelä (14,64 m). C'est sa deuxième médaille continentale en plein air, après l'argent à Amsterdam en 2016.

## Palmarès
| Date                    | Compétition                          | Lieu                    | Résultat                | Epreuve                 | Marque                  |
| Représentant l' Ukraine | Représentant l' Ukraine              | Représentant l' Ukraine | Représentant l' Ukraine | Représentant l' Ukraine | Représentant l' Ukraine |
| ----------------------- | ------------------------------------ | ----------------------- | ----------------------- | ----------------------- | ----------------------- |
| 2005                    | Fest. olympique de la jeunesse euro. | Lignano Sabbiadoro      | 2e                      | Triple saut             | 12,86 m                 |
| 2007                    | Championnats d'Europe juniors        | Hengelo                 | 2e                      | Triple saut             | 13,85 m                 |
| 2008                    | Championnats du monde juniors        | Bydgoszcz               | 4e                      | Triple saut             | 13,61 m                 |
| 2011                    | Championnats d'Europe espoirs        | Ostrava                 | 5e                      | Triple saut             | 13,61 m                 |
| 2011                    | Universiade                          | Shenzhen                | 4e                      | Triple saut             | 14,15 m                 |
| 2012                    | Jeux olympiques                      | Londres                 | 4e                      | Triple saut             | 14,56 m                 |
| 2013                    | Championnats du monde                | Moscou                  | 6e                      | Triple saut             | 14,33 m                 |
| 2013                    | Ligue de diamant                     | Ligue de diamant        | 4e                      | Triple saut             | détails                 |
| Représentant Israël     |                                      |                         |                         |                         |                         |
| 2014                    | Championnats d'Europe par équipes    | Tbilissi                | 1re                     | Triple saut             | 13,73 m                 |
| 2015                    | Championnats d'Europe en salle       | Prague                  | 3e                      | Triple saut             | 14,49 m                 |
| 2015                    | Jeux Européens                       | Bakou                   | 1re                     | Triple saut             | 14,41 m                 |
| 2015                    | Championnats du monde                | Pékin                   | 2e                      | Triple saut             | 14,78 m                 |
| 2016                    | Championnats des Balkans             | Pitesti                 | 2e                      | Triple saut             | 14,25 m                 |
| 2016                    | Championnats d'Europe                | Amsterdam               | 2e                      | Triple saut             | 14,51 m                 |
| 2016                    | Jeux olympiques                      | Rio de Janeiro          | 5e                      | Triple saut             | 14,68 m                 |
| 2017                    | Championnats d'Europe par équipes    | Tel Aviv                | 1re                     | Triple saut             | 14,17 m                 |
| 2017                    | Championnats du monde                | Londres                 | 4e                      | Triple saut             | 14,42 m                 |
| 2017                    | Ligue de diamant                     | Ligue de diamant        | 5e                      | Triple saut             | 13,99 m                 |
| 2018                    | Championnats des Balkans             | Stara Zagora            | finale                  | Triple saut             | NM                      |
| 2018                    | Championnats d'Europe                | Berlin                  | 5e                      | Triple saut             | 14,37 m                 |
| 2019                    | Championnats des Balkans en salle    | Istanbul                | 5e                      | Longueur                | 6,13 m                  |
| 2021                    | Jeux olympiques                      | Tokyo                   | 6e                      | Triple saut             | 14,60 m                 |
| 2022                    | Championnats du monde en salle       | Belgrade                | 14e                     | Triple saut             | 13,83 m                 |
| 2022                    | Championnats d'Europe                | Munich                  | 3e                      | Triple saut             | 14,45 m                 |

## Records
| Épreuve     | Épreuve   | Marque       | Lieu   | Date         |
| ----------- | --------- | ------------ | ------ | ------------ |
| Triple saut | Plein air | 14,78 m (NR) | Pékin  | 24 août 2015 |
| Triple saut | En salle  | 14,49 m (NR) | Prague | 8 mars 2015  |